# Джеффри Руфус
Джеффри (Жоффруа) Руфус (англ. Geoffrey Rufus; умер 6 мая 1141) — английский прелат, канцлер Англии в 1123—1133 года, епископ Дарема с 1133 года. Его карьера началась в 1110-е годы, когда он, возможно, был клерком Роджера, епископа Солсбери, главного министра короля Англии Генриха I, а позже он стал клерком королевского двора и капелланом короля, работая под руководством канцлера королевства Ранульфа, которого он в 1123 году сменил на должности. В 1133 году Джеффри был избран епископом Дарема, оставив должность канцлера, которая после этого оставалась вакантной вплоть до смерти Генриха I.
Во время битвы Штандартов, состоявшейся в августе 1138 года, Джеффри, не поддерживал ни одну из сторон и, возможно, помог королю Англии Стефану договориться о мире с шотландским королём Давидом I, который был подписан в Дареме в апреле 1139 года. В конце жизни епископа из-за вторжения поддерживавшего императрицу Матильду Давида I в Северную Англию большая часть Даремской епархии оказалась под контролем шотландского короля.
Протеже Джеффри был канцлер Давида I Шотландского Уильям Комин, который, находясь у своего покровителя в гостях в конце 1140 — начале 1141 года, ощущая близость смерти епископа, решил обеспечить себе наследование в епархии. Сторонники Комина, которого тогда не было в Дареме, попытались скрыть смерть епископа, когда тот умер 6 мая 1141 года; им это удавалось в течение 3 дней, после чего тело Джеффри всё же было захоронено в Даремском соборе.

## Биография
Происхождение Джеффри неизвестно. Также неясно, почему он получил своё прозвище «Руфус» (с лат. — «Рыжий»). Впервые в источниках он появляется 1114 году в качестве свидетеля на хартии Роджера, епископа Солсбери, главного министра короля Англии Генриха I, протеже которого он, вероятно, был. Историк Юдит Грин считает, что Джеффри, возможно, начинал карьеру в качестве клерка епископа. В дальнейшем он стал клерком королевского двора, работая под руководством канцлера королевства Ранульфа, которого он в 1123 году сменил на должности. К 1116 году, возможно, Джеффри стал королевским капелланом.
В качестве канцлера Джеффри регулярно посещал короля. На основании анализа его подписей на королевских хартиях современные исследователи считают, что во время визитов короля в Нормандию он часто оставался в Англии. Согласно казначейскому свитку 1129/1130 года под опекой Джеффри находилось гораздо больше земель, чем у какого-либо другого английского чиновника. За время службы при королевском дворе он был покровителем и наставником Уильяма Комина, позже ставшего канцлером короля Шотландии Давида I, а также Лоуренса, позже ставшего приором Дарема. После того, как Джеффри решил стать епископом, должность канцлера вплоть до смерти короля оставалась вакантной, а его функции выполнял глава скриптории Роберт де Сиджелло.
В 1133 году Джеффри был избран епископом Дарема. Эта кафедра была вакантной с 1128 года. Избрание произошло 14 мая, рукоположён он был 6 августа, а на престол был возведён 10 августа. В начале своего правления у Джеффри вышел конфликт с капитула Даремского собора из-за того, что он весьма сурово обходился с монахами. Но позже мир бы восстановлен, епископ стал более щедр к ним, предоставив определённые свободы и привилегии. Во время правления Джеффри было завершено строительство здания монашеского капитула, монахам было передано в собственность несколько селений, а после его смерти по завещанию были переданы ценные украшения. Кроме того, епископ был благотворителем Ньюминстерского аббатства.
В 1135 году умер король Генрих I. Хотя Джеффри, судя по источникам, признал королём Стефана Блуаского, он держался на расстоянии от королевского двора. Историк Пол Далтон считает, что во время спора за престолонаследие между Стефаном и императрицей Матильдой, дочерью Генриха I, епископ, возможно, занял нейтральную позицию, надеясь ослабить влияние короля на свою епархию. В феврале 1136 года в Дареме между королём Стефаном и королём Шотландии Давидом I было заключено первое мирное соглашение. В 1138 году шотландскому королю сдался принадлежавший епископу замок Норем, что вызвало осуждение епископа за то, что он не смог должным образом обеспечить защиту замка. Давид I предложил вернуть Норем епископу в обмен на отказ от признания Стефана, но Джеффри сделать это отказался. В отместку шотландский король разрушил замок.
Во время битвы Штандартов, состоявшейся в августе 1138 года, Джеффри, судя по источникам, не поддерживал ни одну из сторон и, возможно, помог английскому и шотландскому королю договориться о мире, который был заключён в Дареме в апреле 1139 года. В конце же его жизни из-за вторжения поддерживавшего императрицу Матильду Давида I в Северную Англию большая часть Даремской епархии оказалась под контролем шотландского короля.
В конце 1140 или минимум до пасхи 1141 года у Джеффри, который в этот период болел, гостил его бывший протеже Уильям Комин. По словам продолжателя «Хроники» Симеона Даремского, тот, ощущая близость смерти епископа, решил обеспечить себе наследование в епархии. Для этого он в первую очередь расположил к себе епископских капелланов и хранителей Даремского замка, заставив последних поклясться в том, что они передадут замок в его руки после смерти Руфуса. Этот заговор держался в секрете в первую очередь от настоятеля Даремского монастыря и архидиаконов, которые должны были управлять епархией, пока пост епископа был вакантен. Дальше Комин уехал в Шотландию, чтобы заручиться поддержкой Давида I. Своих же сторонников он просил о том, чтобы те в случае если Руфус умрёт до его возвращения, сохранили информацию о его смерти в тайне. Епископ умер 6 мая, когда Уильям отсутствовал. Тело епископа было выпотрошено и помещено в соль, а чтобы сохранить его смерть в тайне, доступ в замок был прекращён даже для настоятеля и архидиаконов. Скрывать информацию о смерти Руфуса удавалось 3 дня, после чего о ней начали распространяться слухи. И тогда тело епископа было захоронено, как будто он умер только что.
Джеффри был похоронен в Дареме. Его могила была обнаружена в XIX веке при раскопках внутри здания Даремского капитула.
Из источников известно, что Джеффри был женат и имел минимум одну дочь, которая была замужем за Робертом Амундевилем. Их сын Джеффри, вероятно, не был вовлечён в политику, хотя и владел поместьем в Дорсете размером в 18,5 гайд.